# سربيل تشابار
سربيل تشابار مواليد 7 يوليو 1981 في طرابزون، هي لاعبة كرة يد تركية تلعب كحارس مرمى. حققت المركز الثاني في كرة اليد في ألعاب البحر الأبيض المتوسط 2009.

## الإنجازات
الدوري التركي لكرة اليد للسيدات
- الفوز (3): 1997–98، 2003–04، 2010–11
- الوصافة (5): 2007–08، 2008–09، 2009–10، 2011–12، 2012–13.
- المركز الثالث (1): 2014–15

ألعاب البحر الأبيض المتوسط
- الوصافة (1): 2009